# Acanthoderes hondurae
Acanthoderes hondurae är en skalbaggsart som beskrevs av Chemsak och Hovore 2002. Acanthoderes hondurae ingår i släktet Acanthoderes och familjen långhorningar.
Artens utbredningsområde är Honduras. Inga underarter finns listade i Catalogue of Life.